# Tội ác bẩm sinh
Tội ác bẩm sinh (tên gốc tiếng Anh: Spyder, n.đ. 'Điệp nhện') là một phim hành động của Ấn Độ năm 2017.

## Chú giải
1. ↑  Tên của phim chơi chữ spy (điệp viên) và spider (nhện). Trong tiếng Telugu (స్పైడర్) và Tamil (ஸ்பைடர்), tên là phiên âm từ ten tiếng Anh.